# 青森県道19号八戸百石線
青森県道19号八戸百石線（あおもりけんどう19ごう はちのへももいしせん）は、青森県八戸市から上北郡おいらせ町を結ぶ県道（主要地方道）である。

## 概要
八戸市内では臨海工業地帯に沿って通る片側2車線の道路となっており、おいらせ町内から国道338号交点の間は片側1車線となる。八戸市と三沢市の間では、国道45号（第二みちのく道路）や国道45号 - 国道338号などのバイパスルートとして活用されている。
八戸市臨海部では八戸臨海鉄道と併走し、海上自衛隊八戸航空基地をかすめる。地元では、通称「産業道路」とも呼ばれている。また、この県道番号は元々、八戸階上線のものであった。またその当時、この道は県道237号であった。

### 路線データ
- 起点：八戸市長苗代[1]（内舟渡交差点、国道104号・国道454号交点）
- 終点：上北郡おいらせ町[1]（国道338号交点）

## 歴史
- 1968年（昭和36年）2月29日 - 一般県道に認定される[1]。
- 1993年（平成5年）5月11日 - 建設省により一般県道八戸百石線が主要地方道八戸百石線に指定される[2]。
- 1994年（平成6年）3月25日 - 青森県が県道番号を19へ変更。

## 地理

### 通過する自治体
- 青森県
  - 八戸市 - 上北郡おいらせ町

### 交差する道路
- 国道454号八戸バイパス・国道104号（八戸市長苗代、内舟渡交差点・起点）
- 国道45号（八戸市石堂、石堂交差点）
- 青森県道29号八戸環状線（八戸市市川町長七谷地）
- 青森県道15号橋向五戸線（八戸市市川町下大谷地）
- 青森県道15号橋向五戸線（八戸市市川町市川後）
- 青森県道283号百石下田線（上北郡おいらせ町新田）
- 国道338号（上北郡おいらせ町一川目、終点）

### 沿線
- 馬淵川
- 八戸城北病院
- 東京鐵鋼八戸工場
- 八戸製錬八戸製錬所
- 北沼駅
- 三菱製紙八戸工場
- 多賀多目的運動場（ダイハツスタジアム）
- 市川水産加工団地
- 奥入瀬川
- 百石漁港
- 百石工業団地
- 一川目簡易郵便局